# Plaza del Príncipe de Asturias (Santa Cruz de Tenerife)

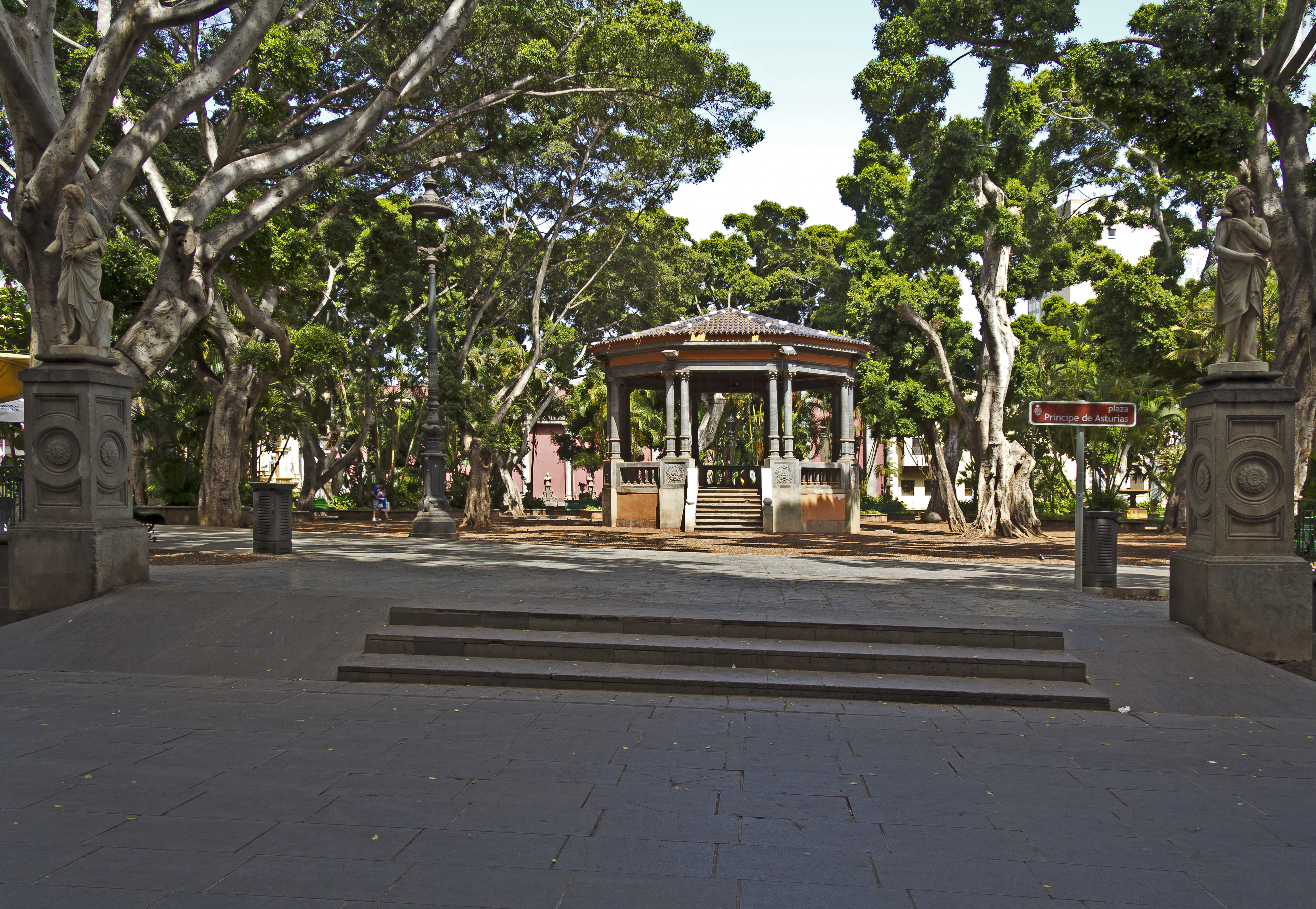
Westseite des Platzes

Die Plaza del Príncipe de Asturias ist ein als Park angelegter Platz mit einer Fläche von etwa 6000 m² im Stadtzentrum von Santa Cruz de Tenerife.

## Geschichte des Platzes

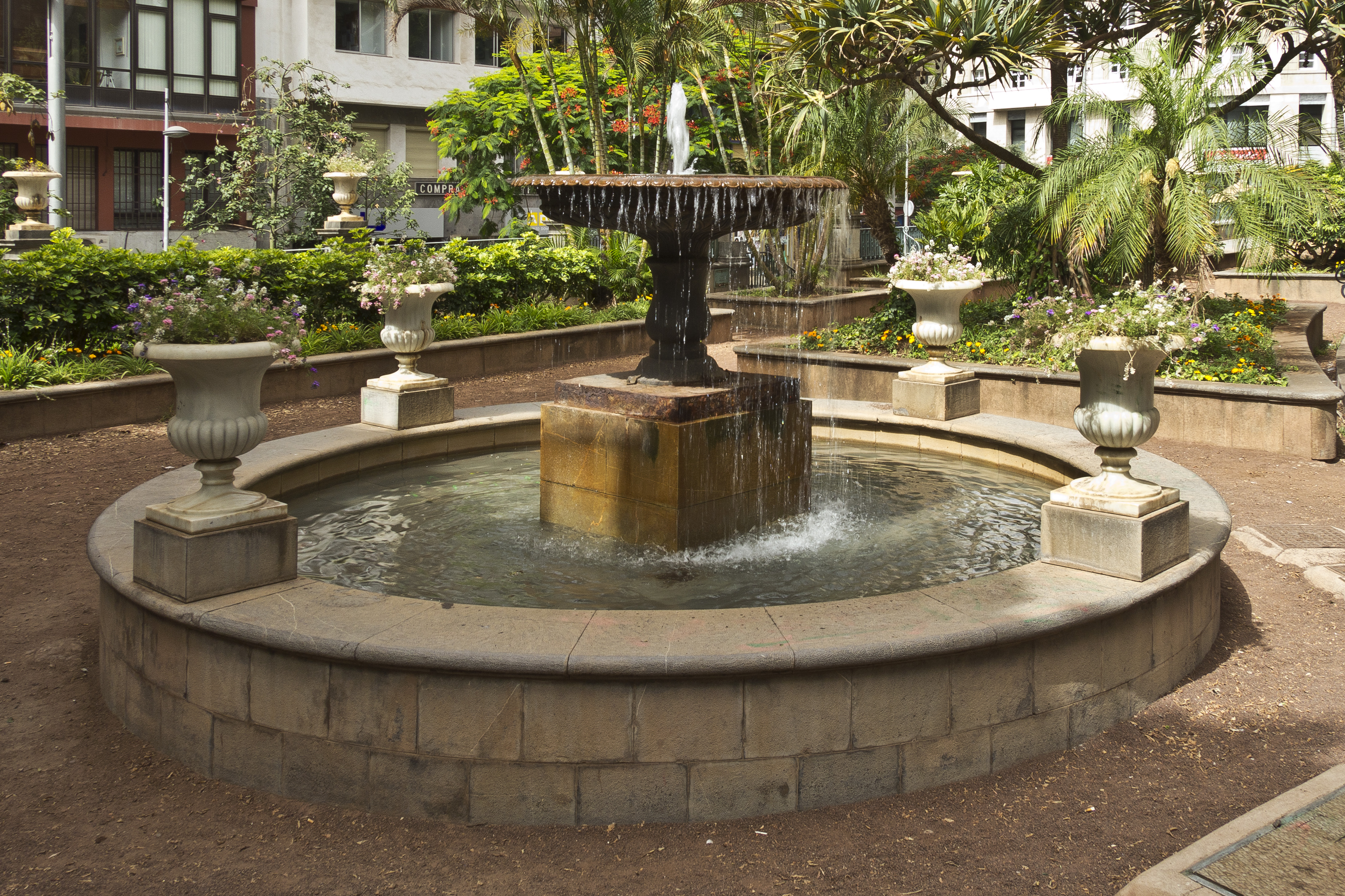
Rest des früher mehrteiligen Brunnens

Am Ende des 17. Jahrhunderts wurde in Santa Cruz de Tenerife das Franziskanerkloster San Pedro de Alcántara gegründet. Westlich des Klostergebäudes befand sich innerhalb der Klostermauern der Gemüsegarten. Nach der Aufhebung des Klosters im Rahmen der Desamortisation in Spanien im Jahr 1820 wurden verschiedene Vorschläge für die Nutzung der Fläche geprüft. Es wurden ein Truppenexerzierplatz, der Bau einer Markthalle sowie der Bau einer Capitanía General vorgeschlagen. Um besseren Zugang zu dem in dem ehemaligen Kloster untergebrachten Rathaus zu ermöglichen, legte man zwischen den Gebäuden des ehemaligen Klosters und dem Klostergarten eine Straße an. Im Jahr 1857 wurde das Grundstück von der Stadt von einem Privateigentümer angekauft um das Grundstück als öffentlichen Platz zu nutzen. Der Entwurf für die Gestaltung des Platzes stammte von dem Architekten Manuel de Oraá y Arcocha. Die wichtigste architektonische Veränderung bestand darin, dass die Fläche auf das Niveau des westlichen Platzendes aufgefüllt und an den anderen Seiten mit Mauern und Treppen versehen wurde. Am 8. Dezember 1857 beschloss der Stadtrat von Santa Cruz de Tenerife, in dem die Republikanische Partei zu der Zeit eine Mehrheit hatte, den Platz zu Ehren des am 28. November 1857 geborenen Spanischen Thronfolgers des späteren Alfons XII. Plaza del Príncipe de Asturias zu benennen.

## Ausstattung des Platzes

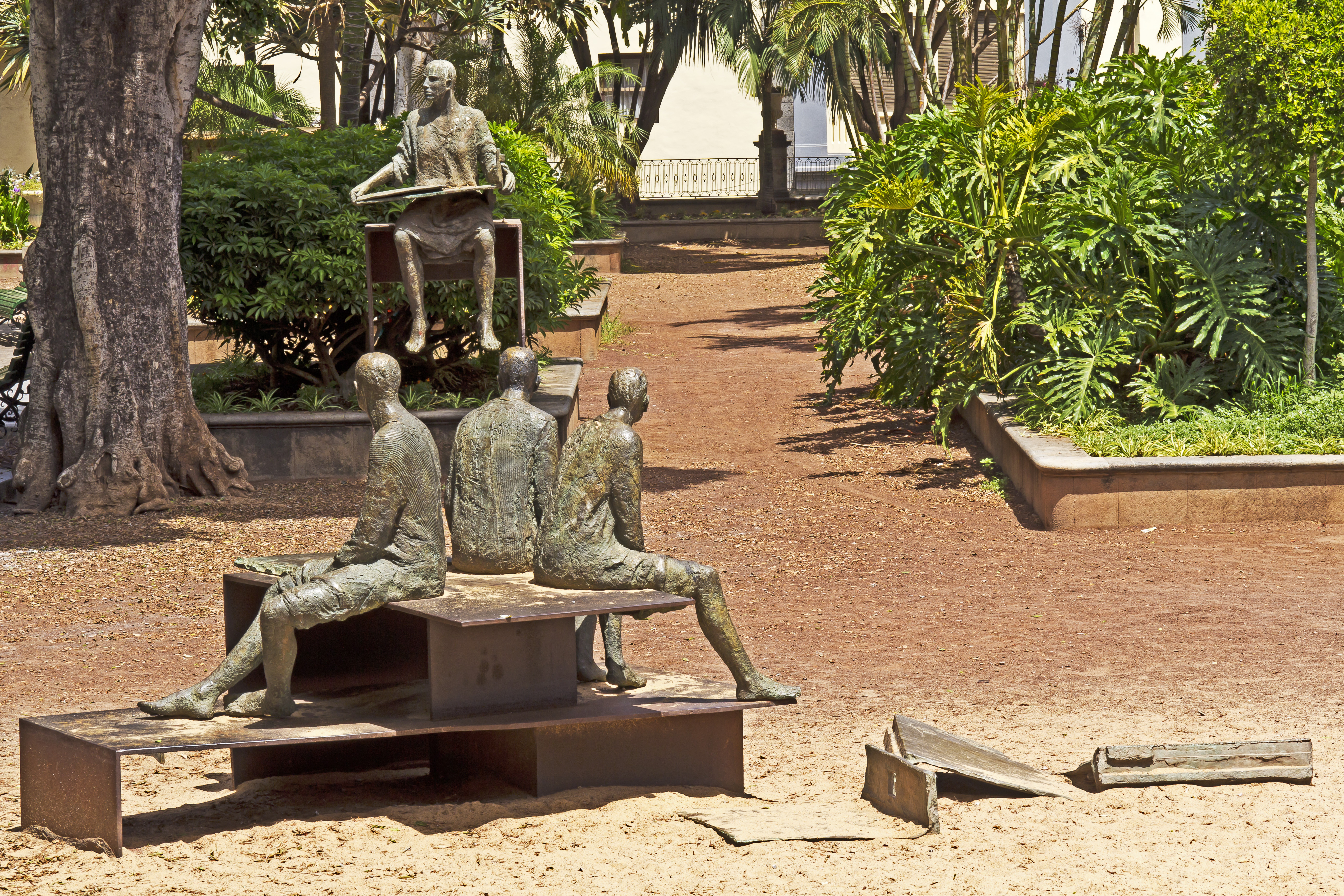
Die Plastik „Courage“ wurde von der in Maastricht (Niederlande) geborenen Künstlerin Hanneke Beaumont geschaffen

Im Jahr 1868 wurden auf der Westseite die zwei aus Genua stammenden Marmorplastiken aufgestellt, die den Frühling und den Sommer darstellen. Die Indischen Lorbeerbäume wurden aus Kuba eingeführt. Im Jahr 1870 wurde auf dem Platz ein in England hergestellter, aus mehreren gusseisernen Schalen bestehender Brunnen errichtet. Die oberste der Schalen bildet heute den Brunnen im südöstlichen Teil des Platzes. Im Jahr 1930 wurde der hölzerne „Kiosco“ durch den von Eladio Laredo entworfenen Musik-Pavillon ersetzt.
An der nordwestlichen Ecke des Platzes befindet sich heute ein Café/Restaurant. Im Rahmen der Ausstellung Exposición Internacional de Escultura en la Calle wurde im Jahr 1995 an der Südwestseite des Platzes das Ensemble „Courage“ der in Maastricht (Niederlande) geborenen Künstlerin Hanneke Beaumont aufgestellt. Seit dem 13. Mai 2013 befindet sich ein Denkmal zu Ehren von Don Enrique González Bethencourt dem Gründer und Leiter der Karnevalskapelle „Murga Ni fu ni fa“ auf der Plaza del Príncipe. Es wurde von der Werkstatt „Bronzo“ in La Laguna geschaffen.